# Lliga neerlandesa de futbol 1894-95
La Lliga neerlandesa de futbol 1894–1895 va ser disputada per sis equips de les ciutats d'Amsterdam, La Haia, Haarlem, Rotterdam i Wageningen. Els equips van participar en la competició que més tard s'anomenaria Eerste Klasse West, però com que el districte de futbol occidental dels Països Baixos era l'únic que tenia una competició en aquell moment, es podria considerar un campionat nacional. Aquest també va ser el motiu pel qual hi va participar el Go Ahead Wageningen, que posteriorment jugaria a la divisió oriental. El Koninklijke HFC va guanyar el campionat.

## Nova incorporació
- Rapiditas Rotterdam

## Classificació de la Lliga
| Pos. | Equip               | PJ | PG | PE | PP | GF | GC | Pts | DG  |
| ---- | ------------------- | -- | -- | -- | -- | -- | -- | --- | --- |
| 1    | Koninklijke HFC     | 10 | 8  | 0  | 2  | 40 | 18 | 16  | +22 |
| 2    | Sparta Rotterdam    | 10 | 6  | 1  | 3  | 32 | 18 | 13  | +15 |
| 3    | HVV Den Haag        | 10 | 6  | 1  | 3  | 30 | 20 | 13  | +10 |
| 4    | Rapiditas Rotterdam | 10 | 3  | 1  | 6  | 15 | 45 | 7   | -30 |
| 5    | RAP                 | 10 | 3  | 0  | 7  | 19 | 27 | 6   | -8  |
| 6    | Go Ahead Wageningen | 10 | 2  | 1  | 7  | 22 | 30 | 5   | -8  |

PJ = Partits jugats; PG = Partits guanyats; PE = Partits empatats; PP = Partits perduts; GF = Gols a favor; GC = Gols en contra; Pts = Punts; DG = Diferència de gols